# Playa del Barranco
La playa del Barranco de la ciudad de Algeciras (provincia de Cádiz), España, es una pequeña cala de la zona norte de la ciudad. Se encuentra situada entre la punta Paredones y la punta del Almirante, donde comienza la playa de La Concha. 
Bañada por las aguas de la bahía de Algeciras, desde ella se divisa al fondo el peñón de Gibraltar. Fue una playa popular en los años 60 y 70, al igual que la cercana playa de Los Ladrillos, de la que es continuación. Sin embargo, la expansión del puerto de Algeciras ha provocado que sus aguas no sean aptas para el baño.
La playa se encuentra bajo el cementerio, en una zona que durante los años ochenta y noventa se encontraba casi totalmente sin edificar. La actuación conjunta del ayuntamiento de la ciudad y la Autoridad Portuaria de la Bahía de Algeciras permitieron la construcción, a principios del siglo XXI, de un parque llamado Paseo Cornisa que permitió la conservación de este espacio como zona verde; la playa del Barranco es hoy lugar de anidamiento y alimentación de varios tipos de aves limícolas y pescadoras, tales como cormoranes y correlimos, y de crecimiento de especies vegetales propias de acantilados de la zona sur de la península.
- Datos: Q4267614